# Síndrome de estresse porcino

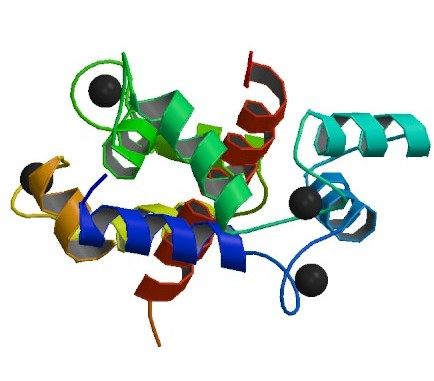
Ilustração da proteína rianodina (RYR1)

A síndrome de estresse suíno (PSS - do inglês Porcine Stress Syndrome) ou hipertermia maligna suína é uma doença hereditária monogênica recessiva que se caracteriza por uma desordem neuromuscular , com um locus autossómico único, denominado inicialmente gene halotano (HAL) e atualmente chamado gene receptor da ryanodina "RYR1".
A carne carne pálida, macia e exsudativa (PSE -  do inglês Pale, Soft and Exudative) resultante da síndrome, ou de outros fatores em carne bovina e de frango, é considerada um defeito. Apesar do termo "macia", ele se refere à carne crua, que perde água durante o cozimento, tornando-se dura e não suculenta.
Os fatores causadores da síndrome PSE em aves e bovinos não possuem ainda uma correlação genética equivalente à PSS, podendo ser apenas fisiologicamente correlatas. Por isso pode-se encontrar na literatura a referência "PSE-like" se a intenção do autor ser mais específico se o estudo tiver um foco de biologia celular ou molecular, e não de estudo da carne. 
O PSS caracteriza-se por levar à morte os porcos homozigóticos recessivos, assim como ao aparecimento da carne PSE ou então de carne escura, dura e seca (DFD - do inglês Dark, Firm, Dry), com menor frequência, em porcos homozigóticos recessivos e heterozigóticos. Isto representa graves perdas económicas para a Suinocultura, já que estas carnes não possuem mercado e são rejeitadas. 
A hipertermia maligna também ocorre em humanos. Ela resulta em danos neurológicos, nos rins e fígado, e está relacionada com a morte súbita ou autocombustão/combustão humana espontânea.  

## Patogenia

### Genética
Na indústria de carnes suínas, dois genes influenciam a incidência de PSE. O primeiro gene a ser descoberto, hal, o gene do halotano, chamado assim por uma reação dos animais ao anestésico gasoso halotano, descoberto durante cirurgias, que causavam a hiperextensão dos membros do animal. O segundo gene, RYR1, o gene que codifica o receptor da rianodina, aumenta a concentração de glicogênio do músculo. 
A indústria aviária e bovina ainda não encontraram um equivalente genético causador do PSE. Em frangos, porém, verificou-se que existem diferenças nas quantidades das isoformas α-rianodina e β-rianodina em relação aos suínos. As aves parecem possuir quantidades menores da isoforma β, que uma vez ativado, permite a passagem de cálcio pelo canal da rianodina por períodos mais elevados, contribuindo com o acúmulo do íon Ca2+, e a cadeia de eventos fisiológicos que se seguem. Vale lembrar, porém, que as fibras musculares brancas das aves são adaptadas para movimentos explosivos destinados ao vôo e ao desgaste do bater das asas, o que economiza energia, ao passo que as fibras vermelhas, das pernas, são adaptadas para a sustentação constante por períodos elevados. Este fato sugere que a maior entrada de cálcio pode ser beneficial, e não um defeito do canal da rianodina. 
Estima-se que as seleções genéticas podem ter contribuído para o aumento da frequência de PSE tanto nas aves como nos suínos.

### Fisiologia
As causas fisiológicas estão relacionadas com o metabolismo da glicose e o acúmulo de ácido lático que poodem ou não complementar as causas genéticas. 
A rianodina é uma proteína do retículo sarcoplasmático, formando um canal na membrana do retículo, o canal da rianodina, que controla o transporte de cálcio, um importante passo no controle das contrações musculares. A mutação no gene resulta em uma proteína defeituosa no canal e permite a liberação de quantidades elevadas do íon Ca2+ em relação ao canal normal. Como a consequência de um canal de cálcio defeituoso pode se expressar por um alelo, a mutação no gene RYR1 é dominante, e antes era conhecida como o gene de "Rendement Napole"(RN), representado por RN- (RN- é dominante, e rn+, normal, é recessivo).
As contrações resultantes do cálcio disponível vão causar um aumento na glicólise, que por fim resulta na glicólise anaeróbica que tem como produto final o ácido lático, que acumula-se causando redução do pH, que desnatura as proteínas, levando a uma estrutura anormal colapso do sarcômero e membranas, resultando no escape excessivo de água do sarcoplasma, mesmo após a morte do animal. Ainda, as proteínas desnaturadas pelo pH abaixo de 5.0 tomam configuração linear, formando pontes de hidrogênio entre si pelos radicais -OH (hidrofílica) que foram revelados neste desenrolamento/desnaturação, atraindo-se umas às outras, e forças hidrofóbicas no lado oposto destas proteínas facilitam a saída de água, e acredita-se que este rearranjo resulta em uma estrutura final mais plana e lisa, refletindo melhor a luz total, daí a cor pálida, evidenciada pelo aumento no valor de L* em colorimetria, se comparado à carnes e cortes idênticos com pH mais elevado.
Portanto, o desgaste energético elevado decorrente do estresse sentido pelos animais no período que antecede ao abate também são considerados causadores da cascata fisiológica que resulta na carne PSE.

## Diagnóstico
Antigamente, o diagnóstico desta doença realizava-se com o teste do halotano (halotipagem). Os animais que hiperestendiam os membros eram classificados como Hal+. Os avanços no campo da genética molecular demonstraram claramente a equivalência entre o PSS e a mutação do gene RYR1 no nucleotídeo 1843. Hoje já se diagnosticam os porcos como saudáveis (homozigóticos dominantes), portadores (heterozigóticos) e doentes (homozigóticos recessivos) mediante a Reação em Cadeia da Polimerase (PCR).
O diagnóstico post-mortem da carne pode ser diagnosticada por alterações da cor e do pH. O diagnóstico também pode ser feito pelo drip-test, ou teste do gotejamento, um teste simples de adição e perda de água em carcaças de frango realizado em lotes no abatedouro, que apesar de providenciar um diagnóstico tardio, serve para dar um destino alternativo para a carne antes da saída do produto para a venda. O resultado pode sevir, por exemplo, para um processo decisório para fazer embutidos, que levam proteínas vegetais e temperos na sua formulação, ajudando a manter a água e a suculência. As salsichas e linguiças "trapaceiam" a perda de água que ocorreria no cozimento ao providenciar uma barreira adicional.  

## Soluções

### Seleção genética
A estratégia de seleção genética das empresas é a eliminação dos genes causadores do PSE. Em suínos, busca eliminar-se dos cruzamentos os animais que não possuem o gene hal e a mutação no sítio 1842 do gene receptor da rianodina (RYR1) nas linhas materna e paterna.
Em frangos de corte, estima-se que a seleção de animais mais calmos e com melhor perfil cardiovascular, e não somente ganho de peso e rendimento de carcaça, pode resultar em maior tolerância do animal ao transporte e demais fatores estressores que antecedem o período do abate.
As dificuldades das seleções genéticas residem no fato de que o avanço na seleção genéticas dos animais, existindo muito antes do surgimento da biologia molecular - desde a antiguidade, isto é, desde que os humanos criam animais - é grande, e os genes que foram selecionados são predominantes, com pouca adição de genes novos, de tal forma que é quase impossível reverter a seleção sem causar perdas significantes em outras características. Interferências poderiam prejudicar o abate, que hoje é adaptado para a execução automática por robôs que dependem de um animal de um peso e idade mais homogêneo.

### Bem-estar animal e transporte
A solução para todos os animais, inclusive os bovinos, que parecem ter como fator causador somente o estresse pré-abate, se resume à melhoria do bem-estar animal, principalmente nos momentos que antecedem ao abate. Os animais são inteligentes e sentientes. Tentativas para reduzir medo e ansiedade são bem vindas e eficientes, e podem contribuir grandemente com a melhoria da qualidade da carne.
O transporte ao abatedouro com mais espaço na carroceria para acomodação das animais colabora com uma viagem mais tranquila e maior ventilação. Condições de estrada e tempo de transporte muitas vezes fogem do controle, mas melhorias são encorajadas se houver esta alternativa, como por exemplo, asfaltar ou aplanar parte da estrada que leva ao aviário. Animais mais calmos possuem temperatura corporal reduzida e gastam menos energia. Adicionalmente, fatores que diminuem a temperatura corporal do animal e manejo do abate contribuem grandemente para a redução da incidência de PSE, indicando uma redução no metabolismo energético pré-abate.
Um plano de abate ideal permite aos animais um descanso para remoção do ácido lático acumulado no músculo. 

### Condições de resfriamento no abatedouro
Controle na velocidade de resfriamento dos cortes pode corrigir problemas, mas esta prática não é adotada devido à variedade dos tipos de carne e dificuldade de avaliação à olho nú. Os tipos de carne normal, PSE e DFD ocorrem juntas. O bom manejo pré e pós-abate possuem igual importância na qualidade final da carne, porém o bom manejo pré-abate reduz a porcentagem de defeitos, exigindo apenas um resfriamento padronizado. 
Os valores de cor e pH estudados e usados como referência são feitos 24h após o resfriamento, isto é, após toda a glicólise. Por isso, mudanças nas condições de resfriamento devem levar em consideração a porcentagem de cada defeito, ou época do ano. Por exemplo: A incidência de PSE é maior no verão, e pode-se ajustar o resfriamento. O ajuste é feito levando-se em conta que a carne PSE é o oposto da DFD em termos de pH. O resfriamente rápido da carne pode ser usado para interromper a glicólise e a redução excessiva do pH. Por outro lado, o pH elevado resulta em carne DFD. Independentemente deste processo, ainda pode-se dar um destino à carne depois. 

### Salsicharia
Como a ocorrência de PSE é frequente, há a necessidade de um processo decisório na indústria para dar o destino para as carnes, como o uso na salsicharia. O impacto economico ainda está presente, pois embutidos requerem adição de proteína vegetal que não seria necessária com menor incidência. A produção de embutidos resulta em uma lucratividade maior para cortes não consumidos diretamente, como carne mecanicamente separada, mas para cortes favoritos como o peito de frango, este destino significa apenas redução do impacto econômico.